# Operacija Biting
Operacija Biting ili Prepad na Bruneval je vojna operacija kojom je britanski Stožer kombiniranih operacija (Combined Operations) udario na njemačku radarsku stanicu kod Brunevala u sjevernoj Francuskoj. Operacija se odvila tijekom noći s 27. na 28. veljače 1942.

## Pripreme
Početkom prosinca 1941. Britanci su aeroforo-izviđanjem utvrdili da se na rtu Antifer nalazi najmodernija njemačka radarska stanica za otkrivanje zrakoplova, upravo kraj sela Bruneval, na ravnom vrhu strme stijene. Oko same stanice i na malom pješčanom žalu, udaljenom nekih 500 m JZ izgrađeno je oko 15 strojničkih gnijezda i bunkera, a pješčano žalo bilo je opasano bodljikavom žicom. Stanicu je stalno branilo stražarsko odjeljenje (oko 20 vojnika), a satnija kojoj je bila povjerena obrana bila je udaljena više od 10 km. 

## Tijek operacije
Poslije brižljive pripreme Stožera kombiniranih operacija, noću 27. na 28. veljače 1942. izvršen je prepad na stanicu. Točno u ponoć s oko 100 m spuštena je satnija od 120 padobranaca. U strojničkim gnijezdima nije bilo nikoga, pa su se padobranci nesmetano spustili i okupili. U sastavu padobranske satnije nalazilo se odjeljenje inženjeraca i stručnjak za radar. Podijeljena u 3 udarne grupe, satnija je brzo savladala otpor stražara, zauzela pješčano žalo, za desetak minuta skinula glavne dijelove radara, a ostatak razorila. U međuvremenu su na žalo stigli desantno-jurišni čamci prevezeni brodom preko La Manchea u pratnji motornih topovnjača. Vodeći borbu prilikom povlačenja, padobranci su se uspjeli sa zapljenjenim materijalom ukrcati i povući uz neznatne gubitke. 
Snažan zračni napad na obalne ciljeve nešto više na sjeveru, poslužio je kao diverzija i odvuklo je Luftwaffe od mjesta stvarne akcije. Njemačka satnija kojoj je bio povjeren ovaj odsjek nalazila se na borbenoj vježbi u blizini radarske stanice ali njen zapovjednik, iako pravovremeno obaviješten o napadu, nije stupio u akciju vjerujući da se radi o desantu jakih britanskih snaga kojima se s ograničenim zalihama streljiva i ostalim sredstvima nebi mogao efikasno suprotstaviti. 